# Silvina Ocampo

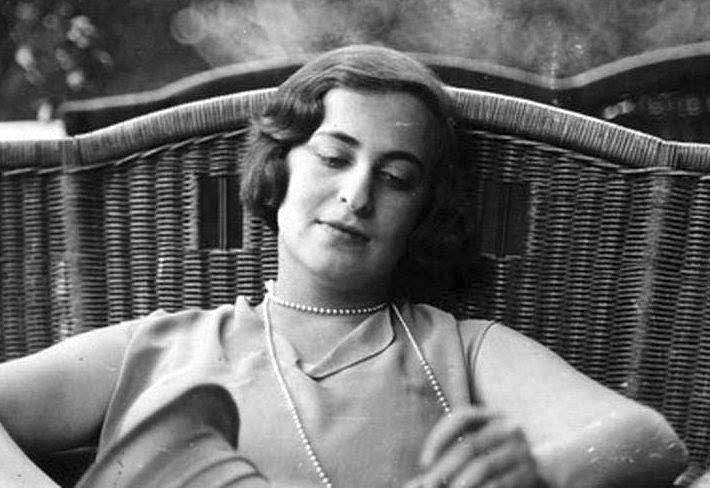
Portrait, ca. 1930

Silvina Ocampo Aguirre (* 28. Juli 1903 in Buenos Aires; † 14. Dezember 1993 ebenda) war eine argentinische Schriftstellerin und Übersetzerin.

## Leben
Silvina wurde als jüngste der Schwestern Ocampo in Buenos Aires in eine gut situierte Familie geboren; ihre Eltern waren Ramona Aguirre und Manuel Silvino Ocampo, die Namen der Schwestern waren Victoria, Angélica, Francisca, Rosa und Clara. Zunächst lebten alle zusammen im Haus der Ocampos im Stadtteil San Telmo, nach der Rückkehr der Familie aus Europa in einer Villa in San Isidro, einem der mondänsten Viertel von Buenos Aires, in einer Welt der argentinischen Oberschicht um die Jahrhundertwende. Viele Dienstboten kümmerten sich um die Mädchen. Als Kind sprach sie besser Englisch und Französisch als Spanisch; sie schrieb einige Gedichte auf Französisch. Als sie fünf Jahre alt war, unternahm die Familie eine zweijährige Reise nach Europa, besonderes Ziel als „heimliche Hauptstadt Lateinamerikas“ war Paris. Die Schwestern hatten eigene Privatlehrerinnen für Geschichte, Ethik, Mathematik, Englisch, Französisch, Musik, Spanisch und Katechismus. Ein traumatisches Erlebnis als Zehnjährige war der Tod der zweitjüngsten Schwester Clara im Alter von 12 Jahren.
In ihrer Jugend studierte sie Malerei bei Fernand Léger und Giorgio de Chirico in Paris, deren Einflüsse sich in ihren Illustrationen zu frühen Erzählungen ihres späteren Bekannten Jorge Luis Borges, und ihres späteren Mannes Adolfo Bioy Casares wiederfinden, den sie 1934 kennenlernte, 1940 heiratete und dessen Tochter, Marta, sie 1954 adoptierte. Diese Tochter hatte Bioy Casares während der Ehe mit Silvina Ocampo mit einer Prostituierten in Paris gezeugt. Sie selbst schwieg sich zeit ihres Lebens über ihre Beziehung aus, denn sie wollte ihr Privatleben nicht mit dem Schreiben vermischen, sagte aber, dass sie sehr viel von ihm gelernt habe und sie ihm ihre Texte immer zuerst zu lesen gebe. Sie war auch gut befreundet mit Jorge Luis Borges; zu schreiben begann sie selbst Ende der 1930er Jahre, nicht zuletzt durch den Kontakt mit den Literaten der Zeitschrift Sur, die von ihrer Schwester Victoria herausgegeben wurde.
Zusammen mit Bioy Casares und Jorge Luis Borges gab sie die Antología de la literatura fantástica, eine Anthologie phantastischer Erzählungen aller Zeiten und Länder heraus, wie es im Untertitel heißt. Der Band eröffnete die neue Strömung phantastischer Literatur in Argentinien. In der erzkonservativen Oberschicht des Landes galt das Ehepaar, wie auch Borges, als Inbegriff verworfener Bohème, deren Kunst zunächst belächelt wurde.
Lange stand Silvina Ocampo im Schatten ihrer Schwester, ihres Mannes sowie des Freundes Borges, und doch hat sie sich ihre eigene, weibliche Stimme bewahrt. Sie veröffentlichte 16 Bände mit eigenen Kurzgeschichten, 10 Gedichtbände und einen Roman Los que aman, odian, den sie zusammen mit ihrem Mann schrieb. Sie war selbst auch als Übersetzerin tätig (so übertrug sie etwa Gedichte von Emily Dickinson), denn sie fasste Übersetzen und Briefeschreiben als Fingerübung fürs literarische Schreiben auf.

## Preise und Auszeichnungen
- Segundo Premio Nacional de Poesía für Los nombres 1953
- Premio Municipal für Espacios métricos 1954
- Premio Nacional de Poesía für Lo amargo por dulce 1962
- Premio del Club de los 13 für Cornelia frente al espejo 1988.

## Werk
Silvina Ocampo ist in erster Linie für ihre phantastischen Kurzgeschichten bekannt, in denen häufig Frauen und Kinder als Hauptfiguren vorkommen. Ihre ersten Texte mit dem Titel Viaje olvidado, die bereits Elemente fantastischer Literatur aufweisen, erschienen 1937. Danach veröffentlichte sie vor allem Gedichtbände sowie einige Theaterstücke. Normen und Naturgesetze werden in ihren Texten durchbrochen, und trotz eines Ansatzes zu Kriminalerzählungen werden – anders als bei dieser – keine eindeutigen „Auflösungen“ gegeben. Ausgangspunkt ist meist ein kleinbürgerliches Milieu, das durch den Einbruch eines ungewohnten Elements durcheinandergebracht wird. Die Gesetze der Kausalität sind aufgehoben, Ambivalenz, Absurdität und Gesetzlosigkeit herrschen vor, es kommt zu einem widersprüchlichen Zusammenfall von Gegensätzen. Realistische Wahrscheinlichkeitsgesetze werden geleugnet und Übernatürliches, Magisches eingeführt. Ihre Figuren sind Outsider, Kranke, Sterbende, Verrückte, Tiere, Kinder und Frauen. Oft geht die Autorin von Stereotypen und landläufigen Redewendungen aus, die sie wörtlich nimmt und dadurch verfremdet.

### Erzählungen und Kurzgeschichten
- Viaje Olvidado, Buenos Aires: Sur, 1937.
- Autobiografía de Irene, Buenos Aires: Sur, 1948. (es gibt auch eine Version in Versen davon)
- El pecado mortal, Buenos Aires: Eudeba, 1966.
- Los días de la noche, Buenos Aires: Sudamericana, 1970.
- La furia, Buenos Aires: Sur, 1959. Neuauflage bei Orión, 1976.
- Las invitadas, Buenos Aires: Losada, 1961. Neuauflage bei Orión, 1979.
- Y así sucesivamente, Barcelona: Tusquets, 1987.
- Cornelia frente al espejo, Barcelona: Tusquets, 1988. Premio del Club de los 13.
- Las reglas del secreto, México: Fondo de Cultura Económica, 1991.
- La casa de azucar

### Lyrik
- Poemas de amor desesperado, Buenos Aires: Sudamericana, 1949.
- Los nombres, Buenos Aires: Emecé, 1953. Premio Nacional de Poesía.
- Espacios métricos, Buenos Aires: Sur, 1942. Premio Municipal.
- Enumeración de la patria, Buenos Aires: Sur, 1942.
- Los sonetos del jardín, Buenos Aires: Sur, 1946.
- Lo amargo por dulce, Buenos Aires: Emecé, 1962. Premio Nacional de Poesía.
- Amarillo celeste, Buenos Aires: Losada, 1972.
- Árboles de Buenos Aires, Buenos Aires, Crea, 1979.
- Breve Santoral, Buenos Aires: Ediciones de Arte Gaglione, 1985.

### Roman
- Los que aman, odian, Buenos Aires, Emecé, 1946 (Kriminalroman, zusammen mit Adolfo Bioy Casares)

### Drama
- Los traidores (Versdrama), Buenos Aires: Losange, 1956 (zusammen mit J. R. Wilcock)
- Porfiria
- Keif

### Kinderliteratur
- El cofre volante, Buenos Aires: Estrada, 1974.
- El tobogán, Buenos Aires: Estrada, 1975.
- El caballo alado, Buenos Aires:Ediciones de la flor, 1976.
- La naranja maravillosa, Buenos Aires: Sudamericana, 1977.
- Canto Escolar, Buenos Aires: Fraterna, 1979.

### Anthologien
- Antología de la literatura fantástica, Buenos Aires: Sudamericana, 1940; 2. Auflage 1965, 3. Auflage 1970, 4. Auflage 1990.
- Antología poética argentina, Buenos Aires: Sudamericana, 1941.
- La continuación y otras páginas, Buenos Aires: Centro Editor de América Latina, 1981.
- Páginas de Silvina Ocampo, Vorwort von Enrique Pezzoni, Buenos Aires: Editorial Celtia, 1984.

### Deutsche Übersetzungen
- Der Farnwald, Aus dem Spanischen übersetzt von Enzenberg und Hartmut Zahn. Stuttgart: Klett-Cotta, 1991. ISBN 3-608-95623-9
- Die Farbe der Zeit, Stuttgart: Klett-Cotta, 1995. ISBN 3-608-95957-2, ISBN 978-3-608-95957-4
- Die Furie und andere Geschichten. Aus dem Spanischen übersetzt und mit einem Nachwort versehen von René Strien. Frankfurt am Main: Suhrkamp. ISBN 3-518-22051-9
- Der Hass der Liebenden. Zürich: Manesse. 2010 ISBN 978-3-7175-2212-6